# Джошуа Бассетт
Джошуа Бассетт (англ. Joshua Bassett, нар. 22 грудня 2000, Оушенсайд, Каліфорнія, США) — американський актор, співак і автор пісень. Він відомий своєю головною роллю Рікі Бовена в «Шкільний мюзикл».

## Раннє життя
Бассетт народився та виріс у Оушенсайд, штат Каліфорнія, у сім'ї Тейлора та Лаури. Він має п'ятьох сестер і отримав домашню освіту.
Його перше знайомство з музичним театром відбулося у віці 7 років, більше ніж за десять років до того, як він знявся в ролі Рікі в «Шкільний мюзикл», коли він брав участь у постановці в місцевому театрі. Відтоді Бассетт зіграв у більш ніж 30 музичних постановках. Він переїхав до Лос-Анджелеса, коли йому було 16 років, щоб почати зніматися, якийсь час жив у своїй машині, щоб прожити.

## Особисте життя
Бассетт співає та грає на фортепіано, гітарі, укулеле, басу, барабанах і дещо на саксофоні. 10 травня 2021 року під час інтерв'ю він назвав себе членом ЛГБТ спільноти.

У січні 2021 року Бассетт серйозно захворів і був госпіталізований із септичним шоком і серцевою недостатністю: 
«Лікарі сказали мені, що у мене є 30 % шансів вижити. Вони сказали мені, що якщо я не був би госпіталізовний в лікарні протягом 12 годин, мене б знайшли мертвим у моїй квартирі».
У серпні 2021 року Бассетт розповів в інтерв'ю, що мав справу з проблемами негативного образу тіла, які переросли в «серйозні проблеми» приблизно в той час, коли виходив перший сезон «Шкільного мюзиклу».
У грудні 2021 року Бассетт розповів, що зазнав сексуального насильства в дитинстві та підлітковому віці.
Зустрічався з Олівією Родріґо, але вони розійшлися до літа 2020 року. Дещо відомо про те, що він зустрічався 1 місяць з Сабріною Карпентер.